# IC 4531
IC 4531 — галактика типу C (компактна галактика) у сузір'ї Волопас.
Цей об'єкт міститься в оригінальній редакції індексного каталогу.